# Convenția privind Interzicerea Armelor Chimice
Convenția privind Armele Chimice este un tratat privind controlul armelor care interzice producerea, stocarea și folosirea armelor chimice și precursorilor acestora. Numele complet al tratatului este Convenția privind Interzicerea Dezvoltării, Producerii, Stocării și Folosirii Armelor Chimice și Distrugerea acestora și este administrat de către Organizația pentru Interzicerea Armelor Chimice (OIAC), o organizație interguvernamentală cu sediul în Haga, Țările de Jos. Tratatul a intrat în vigoare în 1997. Convenția privind Armele Chimice interzice utilizarea pe scară largă, dezvoltarea, producerea, stocarea și transferul de arme chimice. Producția foarte limitată pentru scopuri de cercetare, medicale, farmaceutice sau de protecție este încă permisă. Principalele obligații ale statelor membre în temeiul Convenției este de a impune și menține această interdicție, precum și a distruge toate armele chimice existente. Toate activitățile de distrugere trebuie să aibă loc sub supravegherea OIAC.
În mai 2018, 193 de state sunt părți ale Convenției și acceptă obligațiile sale. Israelul a semnat, dar nu a ratificat acordul, în timp ce alte trei state membre ale ONU (Egipt, Coreea de Nord și Sudanul de Sud) nu au semnat și nici nu au aderat la tratat. Recent, Palestina a depus instrumentul de aderare la Convenție pe 17 mai 2018, iar aceasta a intrat în vigoare pe 16 iunie 2018. În septembrie 2013, Siria a aderat la convenție, ca parte a unui acord pentru distrugerea armelor chimice ale Siriei.
În ianuarie 2018, peste 96% din stocurile globale declarate de arme chimice au fost distruse. Convenția prevede evaluarea sistematică a facilităților de producție a substanțelor chimice, precum și investigarea acuzațiilor de utilizare și producție de arme chimice pe baza informațiilor secrete oferite de alte state.
Unele substanțe chimice care au fost folosite pe scară largă în război, dar au numeroase utilizări industriale la scară largă, cum ar fi fosgenul, sunt extrem de bine reglementate, dar cu toate acestea există anumite excepții notabile. Gazul de clor este extrem de toxic, dar fiind un element pur și extrem de utilizat la scară largă în scopuri pașnice, nu este considerat oficial ca armă chimică. Anumite puteri (de exemplu, regimul Assad din Siria) continuă fabricarea și introducerea de astfel de substanțe chimice în muniția de luptă. Deși aceste substanțe chimice nu sunt considerate în mod specific ca fiind controlate de Convenție, utilizarea de orice substanțe chimice toxice ca armă (atunci când sunt utilizate pentru a produce decese exclusiv sau în principal prin acțiunea toxică a substanțelor) este interzisă prin tratat. Alte substanțe chimice, cum ar fi fosforul alb, sunt extrem de toxice, dar sunt legale în contextul Convenției atunci când acestea sunt utilizate de către forțele militare pentru alte motive decât toxicitatea lor.

## Organizația pentru Interzicerea Armelor Chimice (OIAC)

Sediul în Haga

Convenția este administrată de către Organizația pentru Interzicerea Armelor Chimice (OIAC), care acționează ca o platformă legală pentru caietul de sarcini ale dispozițiilor Convenției. Conferința Statelor Părți este mandatată pentru a schimba Convenția și poate adopta regulamente privind implementarea cerințelor ei. Secretariatul Tehnic al organizației efectuează inspecții pentru a se asigura de respectarea regulilor de către statele membre. Aceste inspecții analizează instalațiile de distrugere (monitorizarea este permanentă în timpul distrugerii), instalațiile de producție a armelor chimice care au fost desființate sau transformate pentru utilizare civilă, precum și inspecții ale industriei chimice. Secretariatul poate efectua „investigații de presupusă folosire” a armelor chimice și de a oferi asistență după utilizarea de arme chimice.
Premiul Nobel pentru pace 2013 a fost acordat organizației pentru că, prin Convenția privind Armele Chimice, „a transformat utilizarea de arme chimice într-un tabu în temeiul dreptului internațional", în conformitate cu Thorbjørn Jagland, Președintele Comitetului Nobel Norvegian.

## Punctele cheie ale Convenției
- Interzicerea producerii și utilizării armelor chimice
- Distrugerea (sau transformarea monitorizată în alte funcții) a unităților de producție a armelor chimice
- Distrugerea tuturor armelor chimice (inclusiv arme chimice abandonate în afara teritoriilor statelor părți)
- Asistență între statele Părți și OIAC în caz de utilizare a armelor chimice
- Un regim de inspecție OIAC pentru producerea de substanțe chimice care ar putea fi transformate în arme chimice
- Cooperarea internațională în domeniul utilizării pașnice a chimiei în domenii relevante

## State membre
Convenția a fost semnată de 165 de state, înainte de intrarea sa în vigoare în 1997, permițându-le acestora să ratifice acordul după obținerea aprobării naționale. În urma intrării în vigoare, tratatul a fost închis pentru semnare și singura metodă pentru ca noi state să devină membre este prin aderare. În mai 2018, 193 de state, reprezentând peste 98% din populația lumii, sunt părți ale Convenției. Din cele patru state membre ale organizației Națiunilor Unite statele care nu sunt părți la tratat, Israelul a semnat dar nu a ratificat tratatul, în timp ce Egipt, Coreea de Nord și Sudanul de Sud nu au semnat și nu au aderat la Convenție. Taiwan, deși nu este un stat membru, a declarat că este în conformitate cu tratatul.

## Stocurile globale de arme chimice
Un total de 72.524 de tone de agenți chimici, 8,67 milioane de containere și muniții chimice și 97 de unități de producție au fost declarate la OIAC.

### Unități cunoscute de producție a armelor chimice
Paisprezece state părți au declarat facilități de producție a armelor chimice:
| - Bosnia și Herțegovina - China - Franța - India | - Iran - Irak - Japonia | - Libia - Rusia - Serbia | - Siria - Regatul Unit - Statele Unite |
- 1 stat parte nedezvăluit (denumit "stat parte" în comunicările OIAC; se presupune că este Coreea de Sud)[12]

Din iunie 2017, toate 97 unitățile declarate de producție a fost dezactivate și (91) au fost certificate ca fiind fie distruse (68) sau transformate (23) pentru uz civil.

## Legături externe
- Full text of the Chemical Weapons Convention, OPCW
- Online text of the Chemical Weapons Convention: Articles, Annexes including Chemical Schedules, OPCW
- Fact Sheets, OPCW
- Chemical Weapons Convention: Ratifying Countries, OPCW
- Chemical Weapons Convention Website, United States
- The Chemical Weapons Convention at a Glance Arhivat în 16 aprilie 2014, la Wayback Machine., Arms Control Association
- Chemical Warfare Chemicals and Precursors Arhivat în 16 aprilie 2021, la Wayback Machine., Chemlink Pty Ltd, Australia
- Introductory note by Michael Bothe, procedural history note and audiovisual material on the Convention on the Prohibition of the Development, Production, Stockpiling and Use of Chemical Weapons and on their Destruction in the Historic Archives of the United Nations Audiovisual Library of International Law
- Lecture by Santiago Oñate Laborde entitled The Chemical Weapons Convention: an Overview in the Lecture Series of the United Nations Audiovisual Library of International Law
- Neproliferarea armelor chimice, mae.ro

### Arme chimice
- Listă de arme chimice
- Război chimic
- Armă de distrugere în masă
- Gaz lacrimogen

### Tratate la nivel mondial pentru alte tipuri de arme
- Tratatul de Neproliferare Nucleară